# Брассье де Сен-Симон-Валлад, Мария Иосиф Антон
Граф Иосиф Мария Антон фон Брассье де Сен-Симон-Валлад (нем. Joseph Maria Anton Brassier de Saint-Simon-Vallade; 1798—1872) — прусский дипломат.

## Биография
Иосиф Мария Антон фон Брассье де Сен-Симон-Валлад родился 8 августа 1798 года в Брикслегге. Его родителями были тайный советник Мари Луи Жозеф Брасье де Сен-Симон-Валлад и его жена Луиза, урожденная фон Штампфер, аристократы которые покинули Францию во время Великой Французской революции. 

Карикатура на Брассье

В 1819—1920 гг. служил добровольцем в рядах прусской армии. Получил образование в Берлинском университете состоял затем в качестве атташе при прусском посольстве в Санкт-Петербурге и в 1829 году в Лиссабоне, а вскоре после того в городе Константинополе. 
В Константинополе он принимал участие в заключении Адрианопольского мира, причем на него возложили поручение содействовать прекращению военных действий русской и турецкой армий. Цель была достигнута и русско-турецкая война 1828—1829 гг. была завершена.
В 1857 году был возведен в ранг графа прусским королем.
После продолжительной дипломатической карьеры Иосиф Мария Антон фон Брассье де Сен-Симон-Валлад скончался 22 октября 1872 года будучи в должности германского посла при римском дворе.
Среди прочих наград он был отмечен орденами Спасителя и Святой Анны.